# Alvise Cadamosto
Alvise Cadamosto, italijanski pomorščak in raziskovalec, * 1432, Benetke, † 18. julij 1488.
Cadamosto je bil Italijan v službi portugalskega princa Henrika Pomorščaka, ki je za Portugalsko odkrival atlantsko obalo Afrike. Bil je prvi Evropejec na Zelenortskih otokih.